# Phragmacossia laklong
Phragmacossia laklong – gatunek motyli z rodziny trociniarkowatych i podrodziny Zeuserinae.
Gatunek ten opisany został po raz pierwszy w 2014 roku przez Romana Jakowlewa na podstawie siedmiu samców odłowionych w 2012 roku w Dak Roong na terenie wietnamskiego dystryktu K'Bang w prowincji Gia Lai. Miejsce typowe znajduje się w Parku Narodowym Kon Ka Kinh. Epitet gatunkowy upamiętnia Lak Long Kuana – mitycznego przodka Wietnamczyków, będącego w połowie człowiekiem, a w połowie smokiem.
Motyl ten osiąga od 16 do 18 mm długości przedniego skrzydła. Czułki są w nasadowych ⅔ podwójnie grzebieniaste, a dalej nitkowate. Tułów porasta jasnożółte owłosienie. Przednie skrzydło ma jasnożółte tło z wzorem obejmującym brązowawe pole przy krawędzi kostalnej, białawe pole i dwie rozmyte, czarne kropki w komórce dyskalnej, czarną linię o nierównych brzegach ciągnącą się od pierwszej żyłki medialnej po nasadę skrzydła oraz siateczkę cienkich, falistych linii w rejonach marginalnym i submarginalnym. Na jasnożółtym skrzydle tylnym czarne łuski tworzą przydymienie. Strzępiny skrzydeł obu par mają barwę jasnożółtą. Odwłok na grzbiecie porastają czarne włoski, a na wierzchołku włoski jasnożółte. Męskie genitalia cechuje szeroko-stożkowaty unkus o półkulistym szczycie, uwstecznione gałęzie gnatosa, wąskie walwy o zaokrąglonych szczytach i niemal gładkich, równoległych brzegach, przysadzista juksta półkulistego kształtu z długimi, wąskimi, skierowanymi grzbietowo wyrostkami bocznymi, drobny sakus o półkulistej formie oraz gruby i krótki edeagus. Wezyka ma drobne kolce i parę zesklerotyzowanych pasm oskórka.
Owad orientalny, znany tylko z lokalizacji typowej w środkowym Wietnamie.